# قطن
القُطْن (بالإنجليزية: Cotton)‏ شجيرة صغيرة، من نباتات المناطق الحارة، تُروَى جيداً بأرضٍ خِصبة لتنمو جيدًا فينتج قطناً عالي الجَودة.
يعد القطن المحصول الرئيس، لا بين المحاصيل السيليلوزية فحسْب، بل بين المحاصيل المختلفة التي تكون المواد الخام المستعملة في صناعات الخيوط والأقمشة، فمحصول القطن يبلغ مقداره كما سبق لنا ذكره حوالي 75% من مقدار مجموع المحاصيل المختلفة.
ويعد أحسنَهُ القطنُ المِصري الذي يطلق عليه «قطن طويل التيلة»؛ فيُصدَّر إلى دول العالم جمعاء.
ولصناعة القطن خطوةُ «الحَلْج» وهو تخليص زهرة القطن من البذور وفصلها عنه، ليتبعه بعد ذلك عدة صناعات، منها: صناعة الزيوت والعلف من نواتج القشرة بعد كسرها.

## الفصيلة النباتية والتوزع الجغرافي

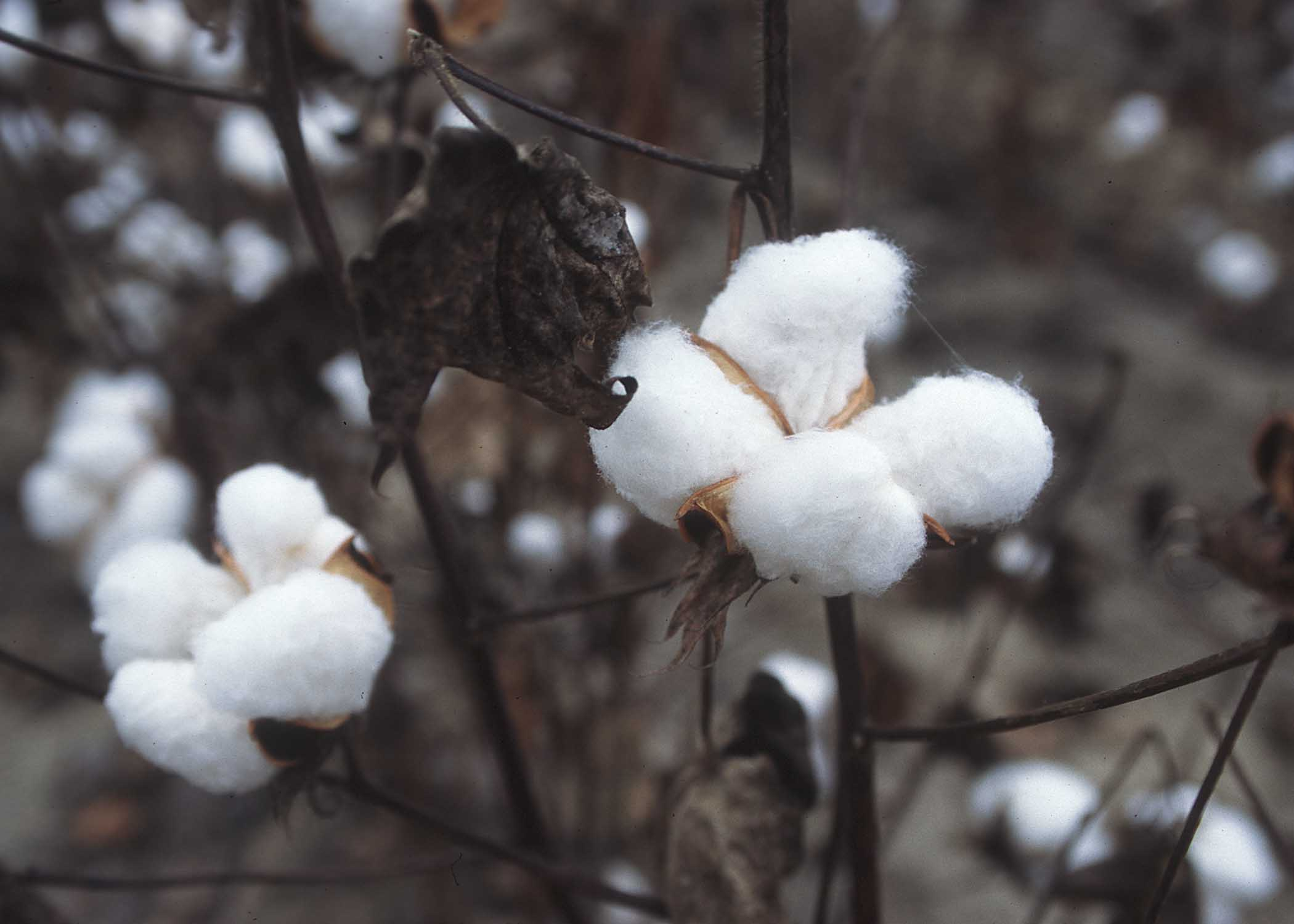
نبتة القطن

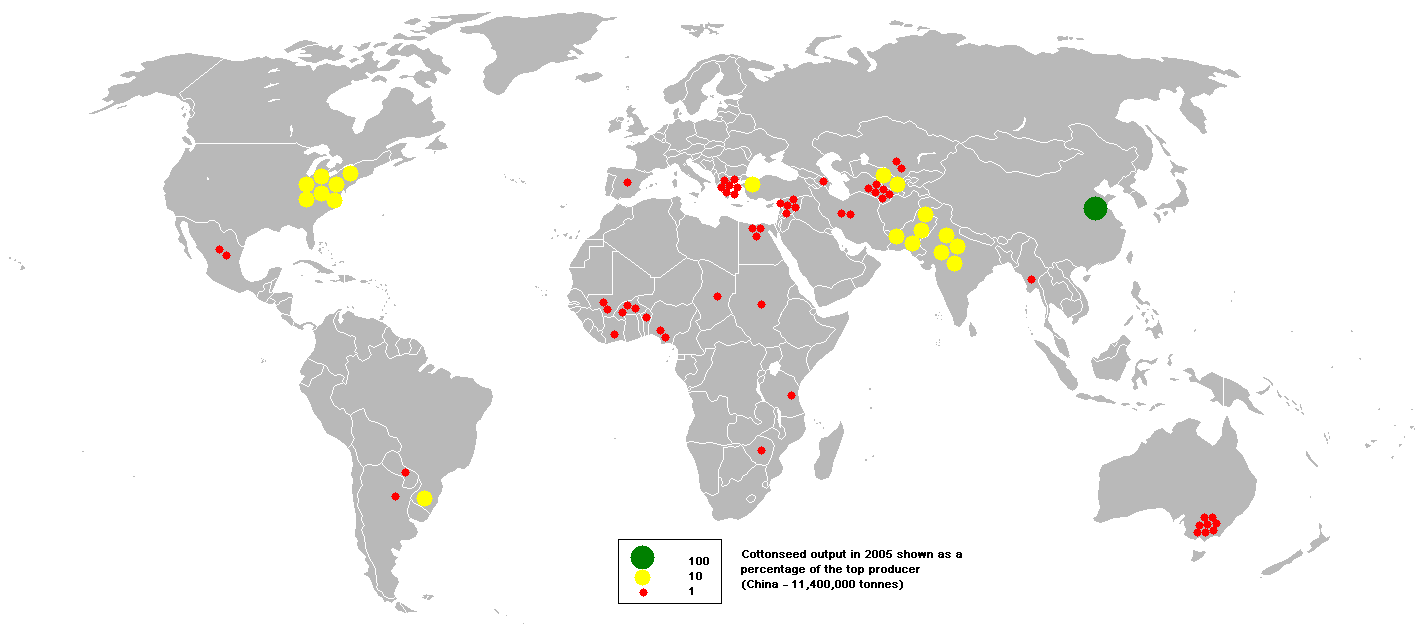
هذه الخريطة التخيلية تظهر التوزيع العالمي لانتاج القطن في عام 2005 كنسبة مئوية من المنتج الأول (الصين - 11400000 طن) وملاحظ تدني إنتاج القطن المصري.

يكون القطن شعرات الانتشار التي تحيط ببذور عدة أنواع من النباتات من الجنس المعروف بالجوسيبيوم (Gossypium) التابع للفصيلة الخبازية (Malvaceae). أما من حيث أنواع وسلالات القطن فهي عديدة جداً، ولكن يمكن تقسيم أهم الأنواع المستأنسة إلى خمسة كالآتي:
- قطن مصري: يتبعها أهم سلالات القطن ذي التيلة الطويلة (1,5 – 2,5 بوصة) مثل قطن جزر البحر (Sea island) وجورجيا ومعظم سلالات القطن المصري والأمريكي. وتكون نباتات هذا النوع في شكل شجيرات تتراوح طولها بين 3 و 8 أقدام، جذوعها مستقيمة ومستديرة وناعمة، وهي متسعة التفريع. أما الأوراق فعريضة ومفصصة تفصيصًا عميقًا ذات 3 – 5 أقسام أوسطها أكبرها. وأزهارها صفراء تنتهي بقواعد قرمزية. أما البذور فسوداء وملساء يسهل نزع الشعر عنها وليست مغطاة بشعرات زغبية. ويظهر أن الخواص المميزة لهذا القطن تعتمد بدرجة كبيرة على نوع الطقس والتربة، وأن التغيير في هذين العاملين يؤدي حتمًا إلى تغيير في خواص التيلة.
- قطن عشبي: منتشر في بلاد كثيرة إلا أن موطنه الأصلي آسيا، فمنه تنحدر معظم سلالات القطن الهندي. وكذلك أقطان آسيا الصغرى وبلاد الشام. ويقال أن قطن شمال أمريكا يتبع هذا النوع. ونباتات الهرباسيوم تتراوح في الارتفاع بين 2 و 5 أقدام. والفروع والجذوع مستديرة ومتعرجة بسبب وجود عُقَل بها. وتكون عادة مغطاة بطبقة وبرية وهي صغيرة، أما الأوراق فجلدية الملمس ولها 5 – 7 فصوص. وسيقان الأوراق طويلة والأزهار صفراء ضاربة إلى اللون القرمزي. ويبلغ طول التيلة ¾ إلى 1 بوصة. ولون التيلة بين الأبيض والأصفر والأسمر. والبذور مغطاة بالزغب الخشن.
- قطن بيروي: وطنها الأصلي أمريكا الجنوبية والوسطى. وقد انتشرت بممالك أخرى ويقال إنها تكون أصل القطن المصري. وتبلغ في الطول من 10 إلى 15 قدمًا، والجذوع قوية وطويلة. والأوراق كبيرة وسميكة ذات ثلاث فصوص. أما الأزهار فصفراء، والنباتات حمراء قرمزية، والبذور سوداء متصل بعضها البعض في صورة مخروط ويكسوها زغب أخضر ورومادي. أما التيلة فتبلغ في الطول من بوصة إلى بوصة ونصف، وهي خشنة تشبه الصوف في ملمسها. ويتبع قطن بيرو والبرازيل هذا النوع.
- قطن شجري: تنمو في الهند والصين. وتكون أشجارًا يترواح طولها بين 6 أقدام و12 قدمًا. والفروع طويلة ودقيقة لونها قرمزي عندما تكون صغيرة. والأوراق سميكة وناعمة عميقة التفصيص، ذات 5 إلى 7 فصوص. أما الأزهار فكبيرة بيضاء ضاربة إلى الحمرة. أما التيلة فقصيرة لا تزيد عن ¾ البوصة. ولونها مائل إلى الصفرة أو الاخضرار. وتمتاز نباتات هذا النوع بكونها معمرة.

## نبذة تاريخية
يظهر أن زراعة القطن نشأت بالمنطقة المعتدلة ولكن لا يعلم بالضبط الموطن الأصلي لهذا النبات، غير أنه يغلب على الظن أن هذا الموطن هو بلاد الهند - فإن الهنود قد استعملوا شعرات القطن في صناعة الأنسجة منذ نحو 1500 قبل الميلاد.
ومما لا شك فيه أن للعرب فضلا كبيرًا في إدخال الصناعة القطنية بأوروبا بنشر هذه الصناعة في البلاد التي تقع على البحر المتوسط. وقد كانت أوروبا إلى عهد غير بعيد تستورد ما تحتاج إليه من الأقمشة القطنية من بلاد الشرق وعلى الأخص الهند. وقد عرفت الأقمشة القطنية بالكليكو (Calico) نسبة إلى شاطئ كلكتا بالهند.
وقد بدأت الصناعة القطنية في إنجلترا في عام 1635، وكان القطن الخام يستورد إليها من المشرق. وأخذت من هذا العهد تستتب وتزدهر بإنجلترا وفرنسا ومعظم البلاد الأوربية الأخرى. أما من حيث تاريخ القطن في الدنيا الجديدة فيظهر أيضًا أنه كان موجودًا من أزمان غابرة، وقد وجد كولومبس عند اكتشافه لأمريكا أن زراعة القطن كانت منتشرة هناك. وقد ثبت أن القطن كان ينمو بمملكة بيرو من عهد بعيد، فقد وجدت أقمشة أثرية من القطن تحيط بأجسام الموتى المحنطة بهذه البلاد.

## زراعة القطن
القطن نبات معمر. ويشترط لزراعة القطن تربة خاصة وجو صالح. وكل نوع من أنواع القطن يتطلب ظروفًا خاصة مثل الجو والتربة كثيرًا مالا تصلح للأنواع الأخرى. ويختلف وقت زراعة القطن باختلاف البلد. ففي أمريكا يبدأ موسم البذار من منتصف مارس إلى نهاية أبريل. وفي مصر يزرع المحصول في النصف الأول من شهر فبراير إلى 15 أبريل، ويزرع القطن الهندي (سوارت) من مايو إلى أوائل أغسطس. ويزرع قطن بيرو والبرازيل من أواخر ديسمبر إلى أواخر أبريل.

### حلج القطن
بعد جني القطن وفرزه، يكبس في أكياس ويرسل إلى المحالج لكي تفصل التيلة عن البذرة، وبعد ذلك يكبس القطن المحلوج في بالات. أما البذور فيؤخذ منها جانب للبذر في السنة القادمة والجزء الباقي يرسل إلى المعاصر حيث يستخلص منه الزيت المعروف بزيت البذرة أو الزيت الفرنسي. ويستعمل هذا الزيت في الأكل وفي صناعة الصابون. أم الثفل المتخلف عن كبس البذور فيستعمل غذاءً للماشية.

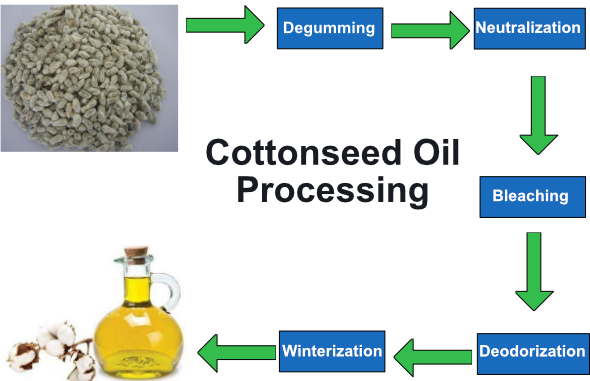
رسم معالجة زيت بذرة القطن

### زيت بذرة القطن
يتكون زيت القطن من جلسيريدات حمض النخيل (Palmitic) وحمض الزيت (Oleic) وبعض أحماض أخرى غير مشبعة مثل اللينولييك (يشكل 56% من وزن الأحماض الدهنية). وبعض أحماض أخرى غير مشبعة. وهذه الأخيرة هي التي تسبب تأكسد الزيت جزئيًا في درجة الحرارة العالية وتعطيه بعض خواص الجفاف. ويحتوي الزيت على جانب من الاستاريين الذي يمكن فصله بتبريد الزيت إذ يرسب الاستياريين في هذه الحال وتبلغ كثافة القطن في درجة 12°م (0,922 – 0,93) ومعامل تصبنه 287 – 300 وعدد اليود 105 ومعامل الانكسار في درجة 15°م (1,478). وزيت القطن غير المكرر قاتم اللون ويحتوي على مواد مخاطية لذلك يجب تكريره قبل الاستعمال.

## التجارة العالمية
أكبر منتجي القطن، اعتبارًا من عام 2017، الهند والصين، بإنتاج سنوي يبلغ حوالي 18.53 مليون طن و 17.14 مليون طن، على التوالي؛ تستهلك صناعات النسيج الخاصة بها معظم هذا الإنتاج. أكبر مصدرين للقطن الخام هم الولايات المتحدة، بمبيعات بلغت 4.9 مليار دولار، وأفريقيا بمبيعات بلغت 2.1 مليار دولار. يقدر إجمالي التجارة الدولية بـ 12 مليار دولار. تضاعف نصيب إفريقيا من تجارة القطن منذ عام 1980. ولا يوجد في أي من المنطقتين صناعة نسيج محلية كبيرة، وانتقل تصنيع المنسوجات إلى الدول النامية في شرق وجنوب آسيا مثل الهند والصين. في أفريقيا، يزرع القطن من قبل العديد من صغار الملاك. مشاريع دونافانت، ومقرها ممفيس، تينيسي، هي وسيط القطن الرائد في أفريقيا، مع مئات وكلاء الشراء. وهي تقوم بتشغيل محالج القطن في أوغندا وموزمبيق وزامبيا. في زامبيا، غالبًا ما تقدم قروضًا للبذور والنفقات إلى 180.000 من صغار المزارعين الذين يزرعون القطن من أجله، فضلاً عن تقديم المشورة بشأن أساليب الزراعة. تشتري Cargill أيضًا القطن في إفريقيا للتصدير.
يتلقى مزارعو القطن البالغ عددهم 25000 في الولايات المتحدة دعمًا كبيرًا بمعدل 2 مليار دولار سنويًا على الرغم من أن الصين تقدم الآن أعلى مستوى إجمالي لدعم قطاع القطن.
إن مستقبل هذه الإعانات غير مؤكد وقد أدى إلى توسع متوقع في عمليات سماسرة القطن في إفريقيا. توسعت Dunavant في إفريقيا عن طريق شراء العمليات المحلية. هذا ممكن فقط في المستعمرات البريطانية السابقة وموزمبيق؛ استمرت المستعمرات الفرنسية السابقة في الحفاظ على الاحتكارات المشددة، الموروثة من أسيادها الاستعماريين السابقين، على مشتريات القطن بأسعار ثابتة منخفضة.